# Bundesvision Song Contest 2013
La nona edizione del Bundesvision Song Contest, si è svolta presso la SAP Arena di Mannheim, in seguito alla vittoria degli Xavas nell'edizione precedente.
Il concorso si è articolato in un'unica finale, condotta da Stefan Raab, Sandra Rieß ed Elton (come inviato nella green room).
Il vincitore della manifestazione fu Bosse in rappresentanza della Bassa Sassonia, portando così al länder la sua seconda vittoria..
In questa edizione ci furono dei ritorni: lo stesso Bosse infatti aveva già preso parte all'edizione 2011 con Anna Loos. Mentre Ingo Pohlmann, rappresentante della Renania Settentrionale-Vestfalia, aveva già preso parte alla manifestazione nell'edizione 2007.
Anche in questa edizione, 14 dei 16 Stati si sono auto assegnati i 12 punti, mentre la Renania Settentrionale-Vestfalia ed il Meclemburgo-Pomerania Anteriore si sono assegnati 8 punti.

## Stati federali partecipanti
| Stato                             | Artista                            | Brano                                       | Lingua            |
| --------------------------------- | ---------------------------------- | ------------------------------------------- | ----------------- |
| Amburgo                           | Johannes Oerding                   | Nichts geht mehr                            | Tedesco           |
| Assia                             | Sing um dein Leben                 | Unter meiner Haut                           | Tedesco           |
| Baden-Württemberg (organizzatore) | Max Herre feat. Sophie Hunger      | Fremde                                      | Tedesco           |
| Bassa Sassonia                    | Bosse                              | So oder so                                  | Tedesco           |
| Baviera                           | Charly Bravo                       | Dreckige Namen                              | Tedesco           |
| Berlino                           | MC Fitti                           | Fitti mit'm Bart                            | Tedesco, inglese  |
| Brandeburgo                       | Keule                              | Ja genau!                                   | Tedesco           |
| Brema                             | De Fofftig Penns                   | Löppt                                       | Basso-tedesco     |
| Meclemburgo-Pomerania Anteriore   | Guaia Guaia                        | Terrorist                                   | Tedesco           |
| Renania-Palatinato                | Mega! Mega!                        | Strobo                                      | Tedesco           |
| Renania Settentrionale-Vestfalia  | Ingo Pohlmann                      | Atmen                                       | Tedesco           |
| Saarland                          | DCVDNS                             | Eigentlich wollte Nate Dogg die Hook singen | Tedesco, inglese  |
| Sassonia                          | The Toten Crackhuren im Kofferraum | Ich brauch keine Wohnung                    | Tedesco           |
| Sassonia-Anhalt                   | Adolar                             | Halleluja                                   | Tedesco           |
| Schleswig-Holstein                | Luna Simao                         | Es geht bis zu den Wolken                   | Tedesco           |
| Turingia                          | Hannes Kinder & Band               | Déjà-vu                                     | Tedesco, francese |

## Risultati
| N° | Stato                            | Artista                            | Canzone                                     | Punti | Posizione |
| -- | -------------------------------- | ---------------------------------- | ------------------------------------------- | ----- | --------- |
| 01 | Renania-Palatinato               | Mega! Mega!                        | Strobo                                      | 31    | 10°       |
| 02 | Assia                            | Sing um dein Leben                 | Unter meiner Haut                           | 29    | 11°       |
| 03 | Meclemburgo-Pomerania Anteriore  | Guaia Guaia                        | Terrorist                                   | 8     | 16°       |
| 04 | Turingia                         | Hannes Kinder & Band               | Déjà-vu                                     | 13    | 13°       |
| 05 | Amburgo                          | Johannes Oerding                   | Nichts geht mehr                            | 145   | 2°        |
| 06 | Baviera                          | Charly Bravo                       | Dreckige Namen                              | 12    | 14°       |
| 07 | Schleswig-Holstein               | Luna Simao                         | Es geht bis zu den Wolken                   | 68    | 6°        |
| 08 | Renania Settentrionale-Vestfalia | Ingo Pohlmann                      | Atmen                                       | 20    | 12°       |
| 09 | Saarland                         | DCVDNS                             | Eigentlich wollte Nate Dogg die Hook singen | 91    | 5°        |
| 10 | Sassonia-Anhalt                  | Adolar                             | Halleluja                                   | 12    | 15°       |
| 11 | Brema                            | De Fofftig Penns                   | Löppt                                       | 61    | 7°        |
| 12 | Brandeburgo                      | Keule                              | Ja genau!                                   | 94    | 4°        |
| 13 | Baden-Württemberg                | Max Herre feat. Sophie Hunger      | Fremde                                      | 51    | 8°        |
| 14 | Sassonia                         | The Toten Crackhuren im Kofferraum | Ich brauch keine Wohnung                    | 35    | 9°        |
| 15 | Bassa Sassonia                   | Bosse                              | So oder so                                  | 153   | 1°        |
| 16 | Berlino                          | MC Fitti                           | Fitti mitm Bart                             | 105   | 3°        |

## Tabella dei voti
| Baden-Württemberg                | 51  | 12 | 3  | 1  | 4  | 1  | 2  | 4  | 2  | 3  | 3  | 4  | 4  | 3  | 2  | 2  | 1  |
| Baviera                          | 12  |    | 12 |    |    |    |    |    |    |    |    |    |    |    |    |    |    |
| Berlino                          | 105 | 6  | 6  | 12 | 8  | 6  | 5  | 7  | 6  | 7  | 7  | 6  | 6  | 6  | 6  | 6  | 5  |
| Brandeburgo                      | 94  | 4  | 5  | 8  | 12 | 5  | 6  | 5  | 5  | 6  | 5  | 3  | 5  | 7  | 7  | 4  | 7  |
| Brema                            | 61  | 2  | 2  | 6  | 3  | 12 | 8  | 2  | 4  | 8  | 2  | 1  | 1  | 2  | 1  | 7  |    |
| Amburgo                          | 145 | 8  | 10 | 7  | 7  | 8  | 12 | 10 | 10 | 10 | 12 | 8  | 7  | 8  | 8  | 10 | 10 |
| Assia                            | 29  | 3  |    |    | 1  | 2  |    | 12 |    | 2  | 1  | 5  | 2  |    |    | 1  |    |
| Meclemburgo-Pomerania Anteriore  | 8   |    |    |    |    |    |    |    | 8  |    |    |    |    |    |    |    |    |
| Bassa Sassonia                   | 153 | 10 | 7  | 10 | 10 | 10 | 10 | 8  | 12 | 12 | 10 | 10 | 8  | 10 | 10 | 8  | 8  |
| Renania Settentrionale-Vestfalia | 20  |    |    |    |    |    | 3  |    |    |    | 8  |    |    |    |    | 3  | 6  |
| Renania-Palatinato               | 31  |    |    | 2  |    | 7  |    |    |    |    |    | 12 | 10 |    |    |    |    |
| Saarland                         | 91  | 7  | 8  | 4  | 5  | 3  | 4  | 6  | 7  | 4  | 6  | 7  | 12 | 5  | 5  | 5  | 3  |
| Sassonia                         | 35  | 1  | 1  | 3  | 6  |    | 1  | 1  | 1  | 1  |    |    |    | 12 | 4  |    | 4  |
| Sassonia-Anhalt                  | 12  |    |    |    |    |    |    |    |    |    |    |    |    |    | 12 |    |    |
| Schleswig-Holstein               | 68  | 5  | 4  | 5  | 2  | 4  | 7  | 3  | 3  | 5  | 4  | 2  | 3  | 4  | 3  | 12 | 2  |
| Turingia                         | 13  |    |    |    |    |    |    |    |    |    |    |    |    | 1  |    |    | 12 |